# 阿尔冈金省立公园

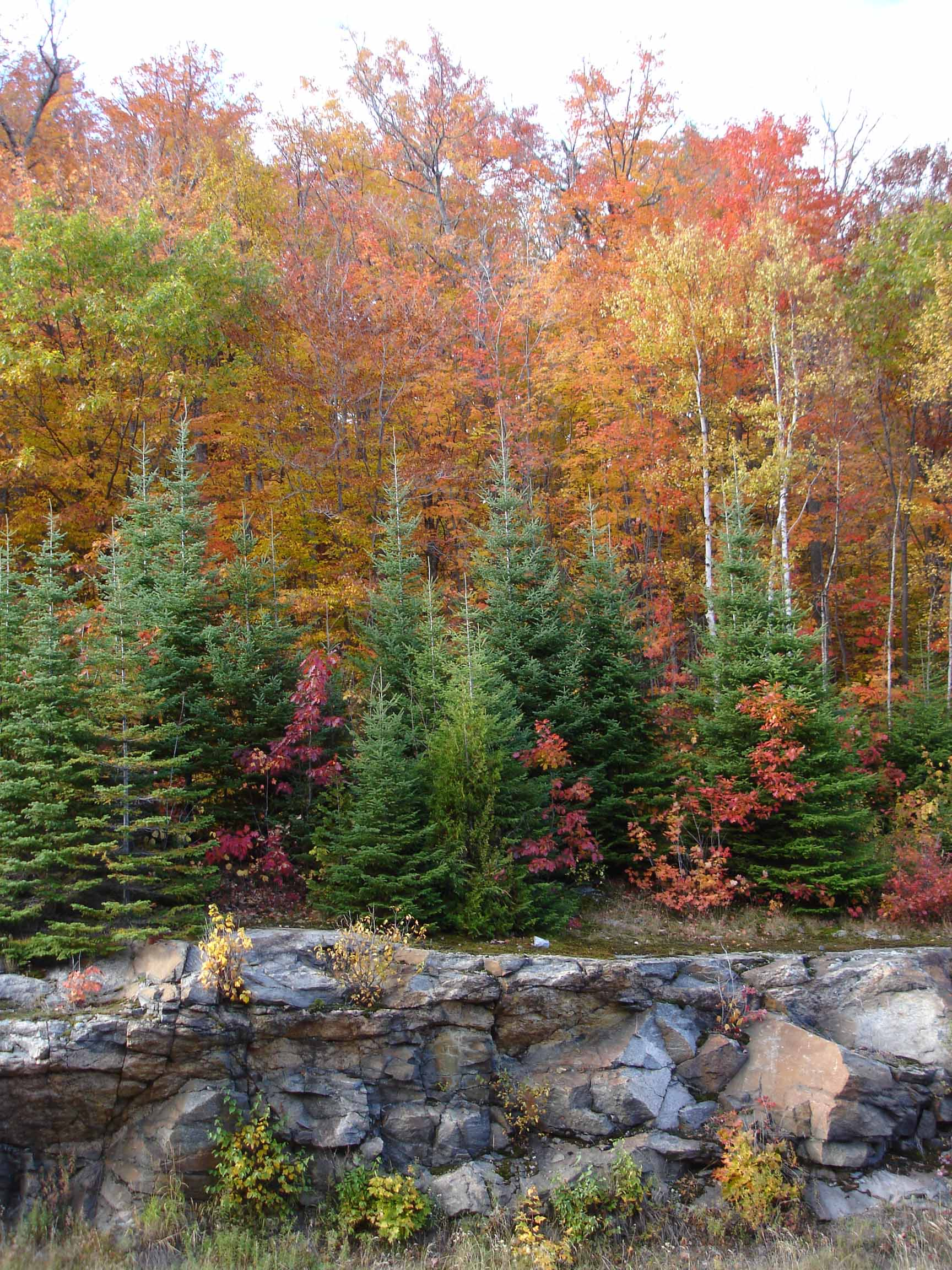
公園秋色

阿冈昆省立公园 （英語：Algonquin Provincial Park）是加拿大安大略省一個省立公園，位於喬治亞灣和渥太華河之間。面積7,725平方公里。

## 历史
1893年成立，是加拿大最古老的省立公园。